# Ältebosjön
Ältebosjön är en sjö i Hofors kommun och Sandvikens kommun i Gästrikland och ingår i Gavleåns huvudavrinningsområde. Sjön är 6,9 meter djup, har en yta på 1,72 kvadratkilometer och befinner sig 65 meter över havet. Sjön avvattnas av vattendraget Gavelhytteån. Vid provfiske har bland annat abborre, gers, gädda och gös fångats i sjön.

## Delavrinningsområde
Ältebosjön ingår i det delavrinningsområde (671400-154091) som SMHI kallar för Utloppet av Ältebosjön. Medelhöjden är 76 meter över havet och ytan är 10,98 kvadratkilometer. Räknas de 121 avrinningsområdena uppströms in blir den ackumulerade arean 623,28 kvadratkilometer. Gavelhytteån som avvattnar avrinningsområdet har biflödesordning 2, vilket innebär att vattnet flödar genom totalt 2 vattendrag innan det når havet efter 51 kilometer. Avrinningsområdet består mestadels av skog (51 procent) och jordbruk (21 procent). Avrinningsområdet har 1,71 kvadratkilometer vattenytor vilket ger det en sjöprocent på 15,5 procent. Bebyggelsen i området täcker en yta av 0,16 kvadratkilometer eller 1 procent av avrinningsområdet.

## Fisk
Vid provfiske har följande fisk fångats i sjön:
- Abborre
- Gärs
- Gädda
- Gös
- Karpfisk obestämd
- Löja
- Mört
- Ruda
- Sarv